# Neobrettus xanthophyllum
Neobrettus xanthophyllum là một loài nhện trong họ Salticidae.
Loài này thuộc chi Neobrettus. Neobrettus xanthophyllum được Christa L miêu tả năm 2003. Deeleman-Reinhold & Floren.